# Hidroliza soli
Hidroliza soli se zasniva na reakciji jona koji ulaze u sastav soli sa vodom. Pošto nastaju usled elektrolitičke disocijacije soli, joni su po Levisovoj teoriji kiseline (katjoni) ili baze (anjoni).
{\displaystyle NH_{4}^{+}+H_{2}O\leftrightarrow NH_{3}+H_{3}O^{+}}
Pri rastvaranju određenih soli u vodi dolazi do reakcije između jona koji nastaju disocijacijom soli I molekula vode. Prema tome, ovo je reakcija kiselina I baza sa vodom, ali se u hemiji često upotrebljava naziv – hidroliza soli. Hidrolizom katjona i/ili  anjona soli dolazi do promene pH vrednosti vode. Vodeni rastvori soli mogu da reaguju kiselo ili bazno, a u nekim slučajevima I neutralno. Usvojeno je da je hidroliza jona koji nastaje disocijacijom soli može zanemariti ako je vrednost njegove konstante hidrolize :{\displaystyle K_{h}(K_{a}iliK_{b})<10^{-12}}

## Soli jakih kiselina i jakih baza
Ne hidrolizuju I zbog toga vodeni rastvori ovih soli reaguju neutralno. Katjoni jakih baza(:{\displaystyle Na^{+},K^{+},Ba^{2+}})I anjoni jakih kiselina(:{\displaystyle ClO_{4}^{-},SO_{4}^{-},Cl^{-},NO_{3}^{-}}) ne reaguju sa vodom I zbog toga ne dolazi do promene pH vrednosti vode.
Primeri:{\displaystyle NaCl,NaNO_{3},Na_{2}SO_{4},BaCl_{2},KNO_{3}}
Ostali katjoni I anjoni podležu hidrolizi, odnosno reaguju sa vodom , pri čemu se menjaju koncentracije {\displaystyle H^{+}} i {\displaystyle OH^{-}} Jona u odnosu na njihove ravnoteže koncentracije u čistoj vodi, I dolazi do promene pH vrednosti. Sve što moramo da znamo je da se koncentracija vodonikovih jona podešava tako da održi  stalnu vrednost obe konstante: jonskog proizvoda vode I konstante kiselosti odnosno baznosti.

## Soli slabih kiselina i jakih baza
Anjon slabe kiseline (anjonska baza) reaguje sa vodom po sledećoj jednačini , čija je ravnoteža pomerena udesno, pa rastvor ovakvih soli reaguje bazno
{\displaystyle A^{-}+H_{2}O\leftrightarrow HA+OH^{-}}

Iz konstante baznosti anjona izračunava se pH rastvora
{\displaystyle Kb={[HA]\cdot [OH^{-}] \over [A^{-}]}\cdot [OH^{-}]={\sqrt {K_{b}\cdot [A^{-}]}}\cdot [H^{+}]={K_{b} \over {\sqrt {K_{b}\cdot [A^{-}]}}}}

## Soli slabih baza i jakih kiselina
Katjona slabe baze (katjonska kiselina) reaguje sa vodom po sledećoj jednačini, čija je ravnoteža pomerena udesno pa rastvor ovakvih soli reaguje kiselo
{\displaystyle M^{+}+H_{2}O\leftrightarrow MOH+H^{+}}
{\displaystyle BH^{+}+H_{2}O\leftrightarrow B+H_{3}O^{+}}

Iz konstante kiselosti katjona izračunava se pH rastvora
{\displaystyle K_{a}={[B]\cdot [H_{3}O^{+}] \over [BH^{+}]};[H_{3}O^{+}]={\sqrt {K_{a}\cdot [BH^{+}]}}}

## Soli slabih kiselina i slabih baza
Anjon slabe kiseline (anjonska baza) I katjon slabe baze (katjonska kiselina) 
Reaguju sa vodom na sledeći način 
{\displaystyle A^{-}+H_{2}O\leftrightarrow HA+OH^{-}}
{\displaystyle BH^{+}+H_{2}O\leftrightarrow B+H_{3}O^{+}}
Ravnoteža ovih reakcija je pomerena udesno, a rastvor reaguje neutralno, kiselo ili bazno u zavisnosti od vrednosti {\displaystyle K_{a}iK_{b}(K_{a}=K_{b}-neutralno,K_{a}>K_{b}-kiselo,K_{a}<K_{b}-bazno)}
Koncentracija vodonikovih jona (j pH) u rastvoru soli slabe baze I slabe kiseline je nezavisna od koncentracije:
{\displaystyle [H^{+}]=10^{-7}{\sqrt {K_{a} \over K_{b}}}}
Hidroliza soli zavisi od prirode soli, temperature i koncentracije. Povećanjem temperature I smanjenjem koncentracije, hidroliza se povećava I obratno. Pošto je hidroliza povratna reakcija, na položaj ravnoteže se može uticati  dodatkom zajedničkog jona.
U slučaju da kao proizvodi hidrolize nastaju teško rastvoreni hidroksidi{\displaystyle (Al(OH)_{3},Cr(OH)_{3})}, ili gasovite supstance ({\displaystyle NH_{3},CO_{2}.HCN,H_{2}S}), ne može se uspostaviti ravnoteža, pa je zbog toga hidroliza ireverzibilan process I naziva se potpuna hidroliza.

## Spoljni linkovi
Opšta Hemija, Evica Ivanović

## Literatura
Opšta Hemija, Evica Ivanović
1. ↑  Opšta hemija, Evica Ivanović.